# Радовиш (община)
Община Радовиш (мак. Општина Радовиш) — община в Північній Македонії. Адміністративний центр — місто Радовиш. Розташована на південному сході  Македонії, Південно-Східний статистично-економічний регіон, з населенням 28 244 мешканців, які проживають на площі — 608 км².